# Pratyutpanna-buddha sammukhāvasthita samādhi sūtra
Pratyutpanna-buddha saṃmukhāvasthita samādhi sūtra (pl. Sutra o samādhi stojącego twarzą w twarz ze wszystkimi buddami) – jeden z najwcześniejszych tekstów mahajany, pochodzący prawdopodobnie z I w. Ponieważ w sutrze tej po raz pierwszy jako przedmiot samadhi pojawia się Amitabha, więc była ona związana ze Szkołą Czystej Krainy i innymi amidystycznymi tradycjami.

## Tłumaczenia sutry
Do dzisiejszego dnia zachowało się pięć chińskich tłumaczeń.
T – numer klasyfikacyjny z Taishō Shinshū Daizōkyō
K – numer klasyfikacyjny z The Korean Buddhist Canon: A Descriptive Catalogue
H – numer klasyfikacyjny nowoczesnego tłumaczenia koreańskiego Han'gul taejanggyǒng kanhaeng mongnok'
Pierwsza liczba po tytułach określa liczbę "zwojów" oryginalnego tłumaczenia
- Dafangdeng tuoluoni jing (skt Pratyutpanna-buddha sammukhāvasthita samādhi sūtra, kor. Taebangdŭng tarani kyǒng) (4) T 1339, K 397, H 1082. Jest to tłumaczenie dokonane przez Fazhonga pomiędzy 402 a 413 r. w Zhangye
- Babei pusa jing (kor. Palp'i posal kyǒng) (1) T 419, K 69. H 406. Tłumacz nieznany. Tłumaczenie mogło powstać pomiędzy 25 a 220 r.
- Banzhou sanmei jing (kor. Panju sammae kyǒng) (3) T 418, K 67, H 405. Jest to tłumaczenie dokonane przez Lokakszemę (Lokakṣema) w 179 r.
- Banzhou sanmei jing – 8 dnia 10 miesiąca Lokakszema rozpoczął prace nad 1-zwojowym tłumaczeniem (skrót 3-zwojowej) tej sutry i zakończył je 24 listopada 179 r. (1) T 417, K 68, H 404.
- Dafangdeng daji jing xianhu fen (Skt Mahāvaipula-mahāsamnipāta sūtra bhadrapāla parivarta[1], kor. Tabangdŭng taejip kyǒng hyǒnho pun, tyb. Da.ltar.gyi sangs.rgyas mngon.sum du bshugs.pahi ting.nge hdsin) (5) T 416, K 66, H 405. Jest to tłumaczenie dokonane przez Dżnianaguptę (Jñānagupta). Pracę nad nią rozpoczął 2 miesiąca 594 r. i zakończył 2 miesiąca 595 r[2].

## Treść i ważniejsze elementy sutry
Pratyutpanna sutra rozpoczyna się prośbą bodhisattwy Bhadrapāli skierowaną do Buddy o praktykę, która umożliwi osiągnięcie mądrości, nabycie cnót i zobaczenie Buddy. W odpowiedzi Budda wyjaśnił praktykę zwaną pratyutpanna samādhi, dzięki której praktykujący może zobaczyć buddów dziesięciu kierunków.
Niezwykle ważną cechą tej sutry jest to, że po raz pierwszy przedmiotem samādhi stał się Budda Amitabha.
Drugim ważnym elementem jest dokonana synteza Buddhānusmṛti, czyli w j. chińskim nianfo i doktryny śunjaty wyrażonej w Sutrze Mahapradżniaparamity. Nianfo jest objaśniane w określeniach doktryny pustki.
Sutra ta jest najwcześniejszym tekstem z odniesieniami do Buddy Amitabhy i jego Czystej Krainy. Chociaż przedmiotem praktyki pratyutpanna samādhi może być każdy budda i każda kraina buddy, to ta sutra specjalnie odnosi się do Amitabhy. Być może przyczyną tego był już wtedy popularny kult Amitabhy.
Sutra ta wyraźnie naucza, że jeśli praktykujący będzie utrzymywał w umyśle (nian) Amitabhę w okresie od 1 do 7 dni, to zobaczy Buddę lub odrodzi się w jego Czystej Krainie. Chociaż nie jest jasno wytłumaczone, co nian oznacza dokładnie w tym wypadku, można przyjąć, że to nianfo jest raczej medytacyjne a nie wokalne (inwokacyjne).
Chociaż z jednej strony sutra ta naucza nianfo sanmei (skt Buddhānusmṛti samādhi) w celu zobaczenia Buddy, to z drugiej strony, przestrzega przed przywiązaniem do fałszywego wyobrażenia, że Budda widziany w samādhi jest realną postacią.
Ta druga strona – nieprzywiązania do żadnego buddy – w pełni korespondowała z naukami chanu. Zapewne dlatego Patriarchowie chanu Dayi Daoxin i Daman Hongren wprowadzili do praktyki chan także i praktykę nianfo.
Sutra ta także wykazuje, że dwie tradycje – Czystej Krainy i Pradźniaparamity – były w początkowych latach kształtowania się mahajany znacznie bliżej siebie niż w latach późniejszych. Po prostu dwie krańcowości – jedna, zwana "własną siłą", wyrosła z ducha Pradźniaparamity i która stała się istotą chanu – druga, zwana "cudzą siłą", wyrosła z tradycji zbawienia przez wiarę i obecnie związana ściśle z japońskim buddyzmem Czystej Krainy – nie istniały jeszcze.
W przeciwieństwie do wielu sutr buddyjskich, które zawierają wiele abstrakcji, ta sutra jest jednym z wyjątków; zawiera np. bardzo dokładne instrukcje dla praktykujących samādhi.
Pratyutpanna sūtra została najpewniej skomponowana w okresie, gdy Mahapradźniaparamita sutra i Sukhawatiwjuha sutra (Sukhāvatīvyūha sūtra) były już bardzo popularne. Pradżniaparamita zajmowała się niesubstancjalnością wszystkich dharm (doktryna śunjaty – "pustości" dharm). Z kolei Sukhawatiwjuha propagowała ideę istnienia i narodzin w Czystej Krainie (Sukhawati). Przyczyną powstania Sutry Pratjutpanny mogła być próba rozwiązania napięć i konfliktu pomiędzy tymi dwoma tradycjami.